# Michael Shannon
Michael Corbett Shannon (Lexington, 7 agosto 1974) è un attore statunitense.
Nella sua carriera da attore è stato candidato per due volte ai Premi Oscar come miglior attore non protagonista, nel 2009 per Revolutionary Road e nel 2017 per Animali notturni.

## Biografia
Nato nel Kentucky, dopo il divorzio dei genitori cresce a Chicago, nell'Illinois, dove il padre, Donald S. Shannon, insegnava alla DePaul University. Suo nonno era l'entomologo Raymond Corbett Shannon. Verso la metà degli anni novanta inizia a lavorare per il teatro, debuttando nella pièce Winterset, portata in scena all'Illinois Theatre Center. Successivamente lavora per la Steppenwolf Theatre Company. Per qualche anno si trasferisce a Londra, dove sui palcoscenici del West End lavora in varie rappresentazioni off-Broadway, come Killer Joe e Bug. Il suo debutto al cinema avviene nel 1993 nel film Ricomincio da capo, tre anni più tardi appare in Reazione a catena. Nel corso degli anni recita in film come A morte Hollywood, Tigerland, Pearl Harbor, Vanilla Sky e 8 Mile, costruendosi una solida carriera da attore caratterista, dove ha spesso ricoperto ruoli tormentati e da disturbato.
Dopo essere apparso in film Bad Boys II e The Woodsman - Il segreto, William Friedkin gli affida la parte principale in Bug - La paranoia è contagiosa, tratto dall'omonima piéce che aveva già rappresentato a teatro, storia della follia e dell'autodistruzione di un ex marine ossessionato dagli insetti. Nel 2006 lavora per Oliver Stone in World Trade Center, mentre Curtis Hanson e Sidney Lumet gli affidano una parte rispettivamente in Le regole del gioco e Onora il padre e la madre. Nel 2008 interpreta nuovamente un ruolo da disturbato in Revolutionary Road di Sam Mendes, ottenendo la sua prima candidatura all'Oscar, come miglior attore non protagonista. Nel 2010 prende parte alla serie televisiva della HBO Boardwalk Empire - L'impero del crimine, dove interpreta il ruolo dell'agente Nelson Van Alden. Nel 2013 recita nel reboot del franchise di Superman, intitolato L'uomo d'acciaio, dove interpreta il ruolo del villain Generale Zod.
Nel 2015 è nel cast di Freeheld - Amore, giustizia, uguaglianza e di 99 Homes. Quest'ultimo ruolo viene molto acclamato dalla critica e viene anche candidato ai Golden Globe come miglior attore non protagonista ed ai Screen Actors Guild Award ancora come miglior attore non protagonista. L'anno dopo recita nel thriller psicologico Animali notturni, diretto da Tom Ford, accanto a Jake Gyllenhaal ed Aaron Taylor-Johnson, per cui viene nominato nuovamente per un Premio Oscar nella categoria miglior attore non protagonista. Nel 2017 viene presentato alla 74ª Mostra internazionale d'arte cinematografica di Venezia il film La forma dell'acqua - The Shape of Water, dove recita nei panni del colonnello Strickland, accanto a Sally Hawkins ed Octavia Spencer. Nel 2021 ricopre uno dei ruoli determinanti nella serie Nine Perfect Stranger, nei panni del padre della famiglia Marconi, reduce di un profondo lutto. Due anni dopo interpreta nuovamente il Generale Zod nel film The Flash.

## Vita privata
Dal 2002 ha una relazione con l'attrice Kate Arrington. La coppia ha due figlie, Sylvia e Marion.

## Filmografia

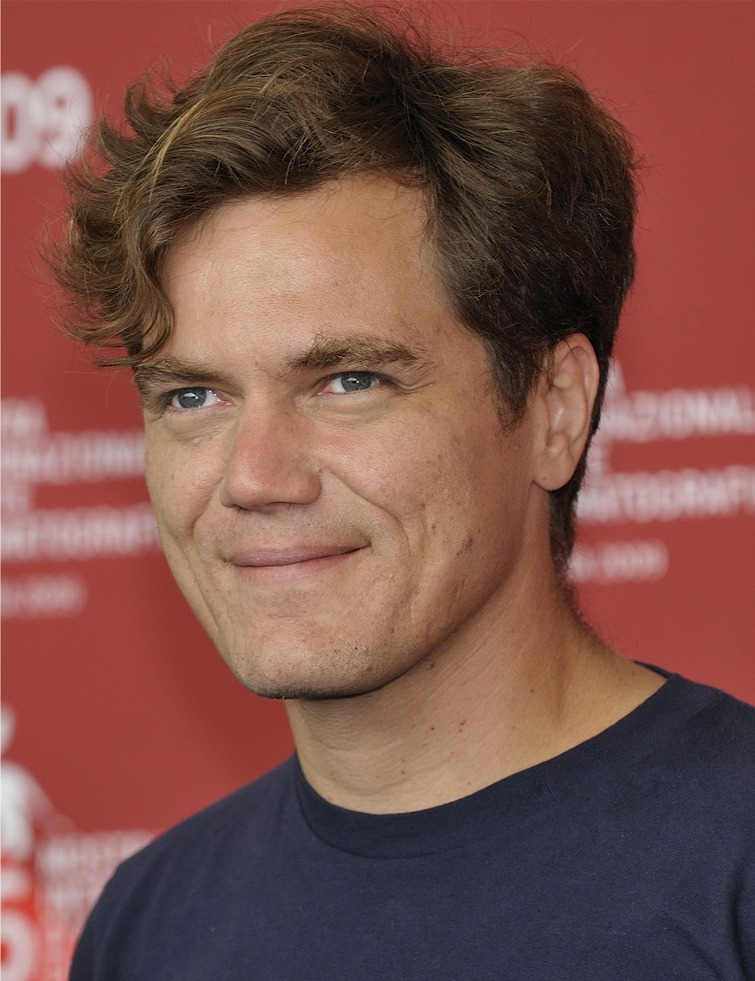
Michael Shannon alla 66ª Mostra internazionale d'arte cinematografica di Venezia (2009)

### Attore

#### Cinema
- Ricomincio da capo (Groundhog Day), regia di Harold Ramis (1993)
- Reazione a catena (Chain Reaction), regia di Andrew Davis (1996)
- Hellcab - Un inferno di taxi (Chicago Cab), regia di Mary Cybulski e John Tintori (1997)
- The Ride, regia di Jeff Myers (1997)
- Jesus' Son, regia di Alison Maclean (1999)
- The Photographer, regia di Jeremy Stein (2000)
- A morte Hollywood (Cecil B. DeMented), regia di John Waters (2000)
- Tigerland, regia di Joel Schumacher (2000)
- Pearl Harbor, regia di Michael Bay (2001)
- New Port South, regia di Kyle Cooper (2001)
- Vanilla Sky, regia di Cameron Crowe (2001)
- High Crimes - Crimini di stato (High Crimes), regia di Carl Franklin (2002)
- 8 Mile, regia di Curtis Hanson (2002)
- Kangaroo Jack - Prendi i soldi e salta (Kangaroo Jack), regia di David McNally (2003)
- Bad Boys II, regia di Michael Bay (2003)
- Grand Theft Parsons, regia di David Caffrey (2003)
- The Woodsman - Il segreto (The Woodsman), regia di Nicole Kassell (2004)
- Criminal, regia di Gregory Jacobs (2004)
- La casa maledetta (Dead Birds), regia di Alex Turner (2004)
- Water, regia di Jennifer Houlton (2004)
- Marvelous, regia di Síofra Campbell (2006)
- Bug - La paranoia è contagiosa (Bug), regia di William Friedkin (2006)
- World Trade Center, regia di Oliver Stone (2006)
- Let's Go to Prison - Un principiante in prigione (Let's Go to Prison), regia di Bob Odenkirk (2006)
- Shotgun Stories, regia di Jeff Nichols (2007)
- Blackbird, regia di Adam Rapp (2007)
- Le regole del gioco (Lucky You), regia di Curtis Hanson (2007)
- Onora il padre e la madre (Before the Devil Knows You're Dead), regia di Sidney Lumet (2007)
- Revolutionary Road, regia di Sam Mendes (2008)
- The Missing Person, regia di Noah Buschel (2009)
- Il cattivo tenente - Ultima chiamata New Orleans (Bad Lieutenant: Port of Call New Orleans), regia di Werner Herzog (2009)
- Herbert White, regia di James Franco – cortometraggio (2009)
- Gli ostacoli del cuore (The Greatest), regia di Shana Feste (2009)
- My Son, My Son, What Have Ye Done, regia di Werner Herzog (2010)
- 13 - Se perdi... muori (13), regia di Géla Babluani (2010)
- The Runaways, regia di Floria Sigismondi (2010)
- Jonah Hex, regia di Jimmy Hayward (2010)
- Take Shelter, regia di Jeff Nichols (2011)
- Return, regia di Liza Johnson (2011)
- The Broken Tower, regia di James Franco (2011)
- Machine Gun Preacher, regia di Marc Forster (2011)
- Senza freni (Premium Rush), regia di David Koepp (2012)
- The Iceman, regia di Ariel Vromen (2012)
- Mud, regia di Jeff Nichols (2012)
- The Harvest, regia di John McNaughton (2013)
- L'uomo d'acciaio (Man of Steel), regia di Zack Snyder (2013) – Generale Zod
- Young Ones - L'ultima generazione (Young Ones), regia di Jake Paltrow (2014)
- 99 Homes, regia di Ramin Bahrani (2014)
- They Came Together, regia di David Wain (2014) - cameo
- Tutto può accadere a Broadway (She's Funny That Way), regia di Peter Bogdanovich (2014) - cameo
- Freeheld - Amore, giustizia, uguaglianza (Freeheld), regia di Peter Sollett (2015)
- Sballati per le feste! (The Night Before), regia di Jonathan Levine (2015)
- Complete Unknown - Cambio d'identità (Complete Unknown), regia di Joshua Marston (2016)
- Frank & Lola, regia di Matthew Ross (2016)
- Midnight Special - Fuga nella notte (Midnight Special), regia di Jeff Nichols (2016)
- Elvis & Nixon, regia di Liza Johnson (2016)
- Batman v Superman: Dawn of Justice, regia di Zack Snyder (2016) – cameo; Generale Zod
- Wolves - Il campione (Wolves), regia di Bart Freundlich (2016)
- Poor Boy, regia di Robert Scott Wildes (2016)
- Salt and Fire, regia di Werner Herzog (2016)
- Loving - L'amore deve nascere libero (Loving), regia di Jeff Nichols (2016)
- Animali notturni (Nocturnal Animals), regia di Tom Ford (2016)
- Pottersville, regia di Seth Henrikson (2017)
- La forma dell'acqua - The Shape of Water (The Shape of Water), regia di Guillermo del Toro (2017)
- Edison - L'uomo che illuminò il mondo (The Current War), regia di Alfonso Gomez-Rejon (2017)
- 12 Soldiers (12 Strong), regia di Nicolai Fuglsig (2018)
- What They Had, regia di Elizabeth Chomko (2018)
- Cena con delitto - Knives Out (Knives Out), regia di Rian Johnson (2019)
- Echo Boomers, regia di Seth Savoy (2020)
- Bullet Train, regia di David Leitch (2022)
- Amsterdam, regia di David O. Russell (2022)
- A Little White Lie, regia di Michael Maren (2023)
- The Flash, regia di Andy Muschietti (2023) – Generale Zod
- The Bikeriders, regia di Jeff Nichols (2023)
- A Different Man, regia di Aaron Schimberg (2024)
- The End, regia di Joshua Oppenheimer (2024)

#### Televisione
- Turks – serie TV, 1 episodio (1999)
- Ultime dal cielo (Early Edition) – serie TV, episodi 2x14-4x03 (1998-1999)
- Law & Order - Unità vittime speciali (Law & Order: Special Victims Unit) – serie TV, episodio 6x13 (2004)
- Boardwalk Empire - L'impero del crimine (Boardwalk Empire) – serie TV, 56 episodi (2010-2014) – Nelson Van Alden
- Fahrenheit 451 – film TV, regia di Ramin Bahrani (2018)
- Waco – miniserie TV, 6 episodi (2018)
- La tamburina (The Little Drummer Girls)– miniserie TV, 6 episodi (2018)
- Room 104 - serie TV, episodio 2x3 (2018)
- Nine Perfect Strangers - serie TV, 8 episodi (2021)
- George & Tammy - miniserie TV, 7 puntate (2022)

### Produttore
- What They Had, regia di Elizabeth Chomko (2018)

### Doppiatore
- Little Demon - serie TV animata, 6 episodi (2022)

## Teatro (parziale)
- Killer Joe di Tracy Letts. Next Theatre di Evanston (1993), SoHo Playhouse di New York (1998)
- Bug di Tracy Letts. Gate Theatre di Londra (1996), Barrow Street Theatre di New York (2004)
- Mojo di Jez Butterworth. Steppenwolf Theatre di Chicago (1996)
- Peccato che sia una sgualdrina di John Ford. Red Orchid Theatre di Chicago (1997)
- The Pillowman di Martin McDonagh. Steppenwolf Theatre di Chicago (2006)
- Piccola città di Thornton Wilder. Barrow Street Theatre di New York (2010)
- Zio Vanja di Anton Čechov. SoHo Repertory Theatre di New York (2012)
- Grace di Craig Wright. Cort Theatre di Broadway (2012)
- Lungo viaggio verso la notte di Eugene O'Neill. American Airlines Theatre di Broadway (2016)
- Frankie and Johnny in the Clair de Lune di Terrence McNally. Broadhurst Theatre di Broadway (2019)

## Premi e riconoscimenti
- Premio Oscar[1][5]
  - 2009 - Candidatura al miglior attore non protagonista per Revolutionary Road
  - 2017 - Candidatura al miglior attore non protagonista per Animali notturni

- Golden Globe[3]
  - 2016 - Candidatura al miglior attore non protagonista per 99 Homes

- Screen Actors Guild Awards[4]
  - 2011 - Miglior cast di una serie drammatica per Boardwalk Empire - L'impero del crimine
  - 2012 - Miglior cast di una serie drammatica per Boardwalk Empire - L'impero del crimine
  - 2013 - Candidatura al miglior cast di una serie drammatica per Boardwalk Empire - L'impero del crimine
  - 2014 - Candidatura al miglior cast di una serie drammatica per Boardwalk Empire - L'impero del crimine
  - 2016 - Candidatura al miglior attore non protagonista per 99 Homes

- Premio Emmy
  - 2023 - Candidatura al miglior attore protagonista in una miniserie o film per la televisione per George & Tammy
- 2008 - Satellite Award
  - Miglior attore non protagonista per Revolutionary Road

- 2011 - Satellite Award
  - Candidatura come miglior attore per Take Shelter
- 2012 - Independent Spirit Awards
  - Candidatura come miglior attore protagonista per Take Shelter

- 2015 - Gotham Awards[7]
  - Candidatura come miglior attore per 99 Homes
- 2016 - Independent Spirit Award[8]
  - Candidatura come miglior attore non protagonista per 99 Homes

- 2016 - Tony Award
  - Candidatura come miglior attore non protagonista in un'opera teatrale per Lungo viaggio verso la notte
- 2017 - Critics' Choice Movie Awards
  - Candidatura come miglior attore non protagonista per Animali notturni
- 2018 - Satellite Award[9]
  - Candidatura come miglior attore non protagonista per La forma dell'acqua - The Shape of Water

## Doppiatori italiani
Nelle versioni in italiano delle opere in cui ha recitato, Michael Shannon è stato doppiato da:
- Pino Insegno in The Iceman, Freeheld - Amore, giustizia, uguaglianza, Elvis & Nixon, Loving - L'amore deve nascere libero, La forma dell'acqua - The Shape of Water, Edison - L'uomo che illuminò il mondo, Room 104, 12 Soldiers, Fahrenheit 451, Waco, Cena con delitto - Knives Out, Bullet Train, Amsterdam, La fattoria maledetta, George & Tammy, Waco - Il processo, A Different Man, The End
- Massimo De Ambrosis in High Crimes - Crimini di stato, 8 Mile, The Woodsman - Il segreto, Senza freni, Midnight Special - Fuga nella notte, Swing - Cuori da campioni, The Bikeriders
- Pasquale Anselmo in Kangaroo Jack - Prendi i soldi e salta, L'uomo d'acciaio, Wolves - Il campione, The Flash
- Fabrizio Pucci in Boardwalk Empire - L'impero del crimine, Take Shelter, Frank & Lola, A Little White Lie
- Franco Mannella in Bad Boys II, Animali notturni
- Luca Ghignone in Grand Theft Parsons, Complete Unknown - Cambio di identità
- Christian Iansante in My Son, My Son, What Have Ye Done, La tamburina
- Alberto Bognanni in Salt and Fire, Echo Boomers
- Gaetano Varcasia in Law & Order - Unità vittime speciali
- Patrizio Cigliano in A morte Hollywood
- Claudio Capone in Tigerland
- Simone Mori in Pearl Harbor
- Marco Baroni in Bug - La paranoia è contagiosa
- Riccardo Rossi in World Trade Center
- Massimiliano Manfredi in Le regole del gioco
- Francesco Pannofino in Onora il padre e la madre
- Pierfrancesco Favino in Revolutionary Road
- Angelo Maggi in Il cattivo tenente - Ultima chiamata New Orleans
- Loris Loddi in Gli ostacoli del cuore
- Edoardo Nordio in 13 - Se perdi... muori
- Fabrizio Vidale in Machine Gun Preacher
- Riccardo Scarafoni in Mud
- Roberto Pedicini in 99 Homes
- Alberto Angrisano in Sballati per le feste!
- Luciano Palermi in Pottersville
- Alessio Cigliano in What They Had
- Andrea Lavagnino in Nine Perfect Strangers

Da doppiatore è sostituito da:
- Francesco Venditti in Little Demon